# Zanthoxylum
Zanthoxylum (incluzând genul Fagara) este un gen de aproximativ 250 de specii de arbori și arbuști foioși și sempervirescenți din familia citricelor, Rutaceae, native zonelor calde, temperate și subtropicale din întreaga lume. Acesta este genul tip al tribului Zanthoxyleae din subfamilia Rutoideae. Mai multe specii au duramen galben, la care face aluzie denumirea genului.
Din fructele mai multor specii se prepară condimentul piper de Sichuan. Plantele sunt, de asemenea, utilizate ca bonsai. Din punct de vedere istoric, scoarța a fost folosită în medicina tradițională.

## Specii selectate

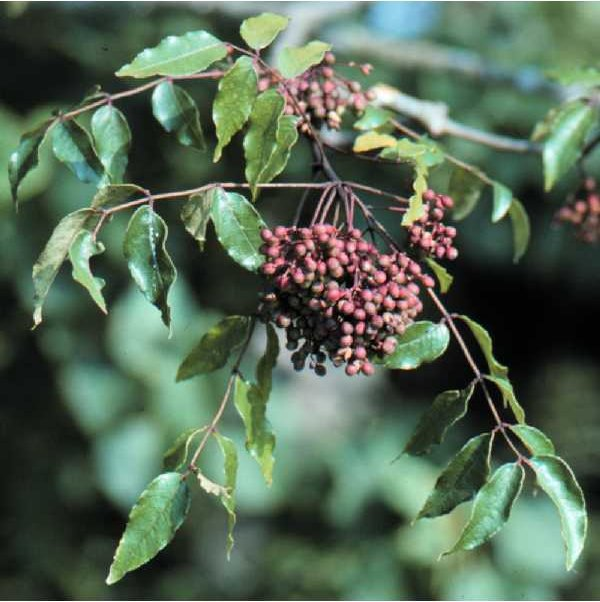
Fructe și frunze de Zanthoxylum clava-herculis

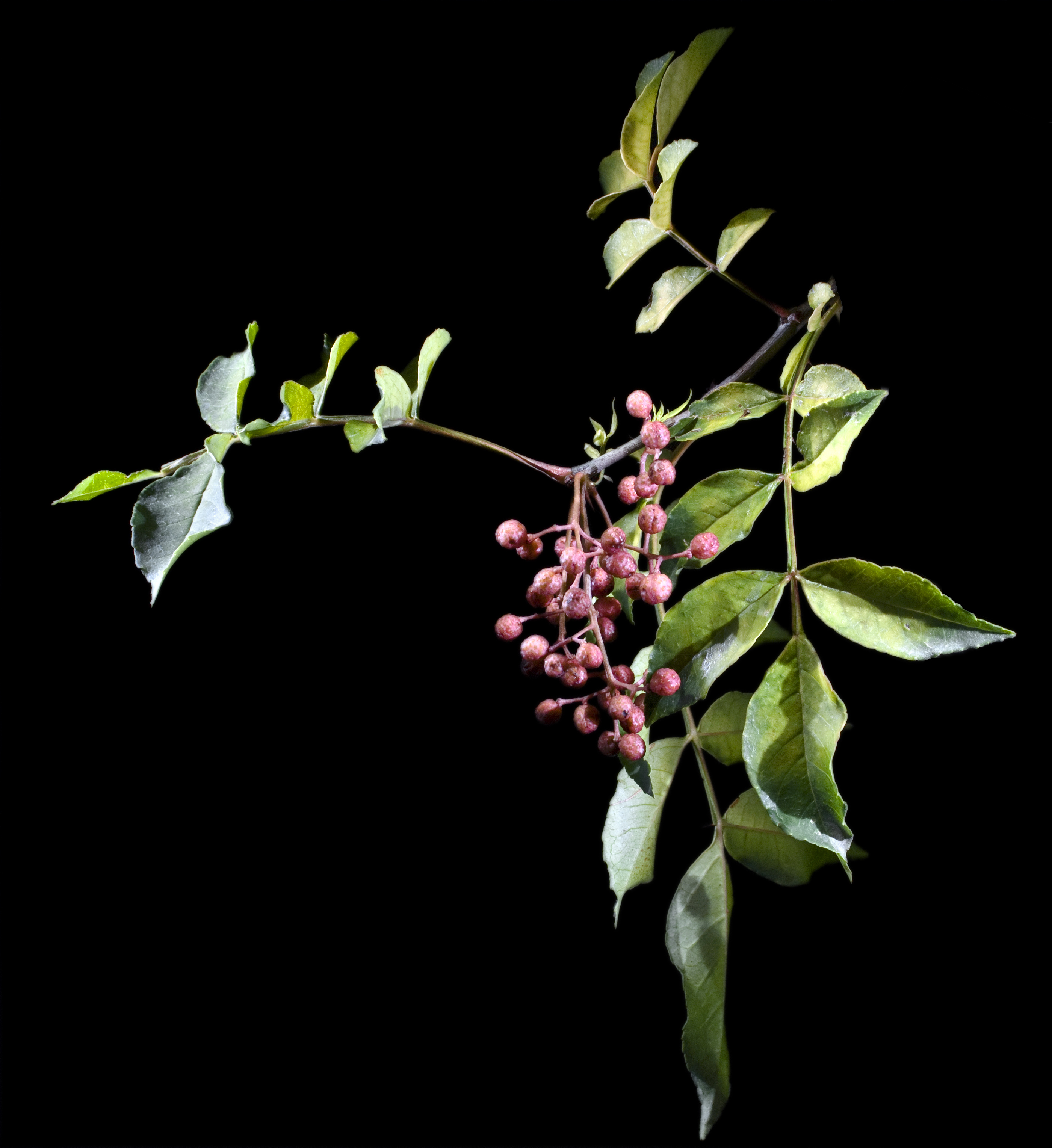
Fructe și semințe de Z. piperitum

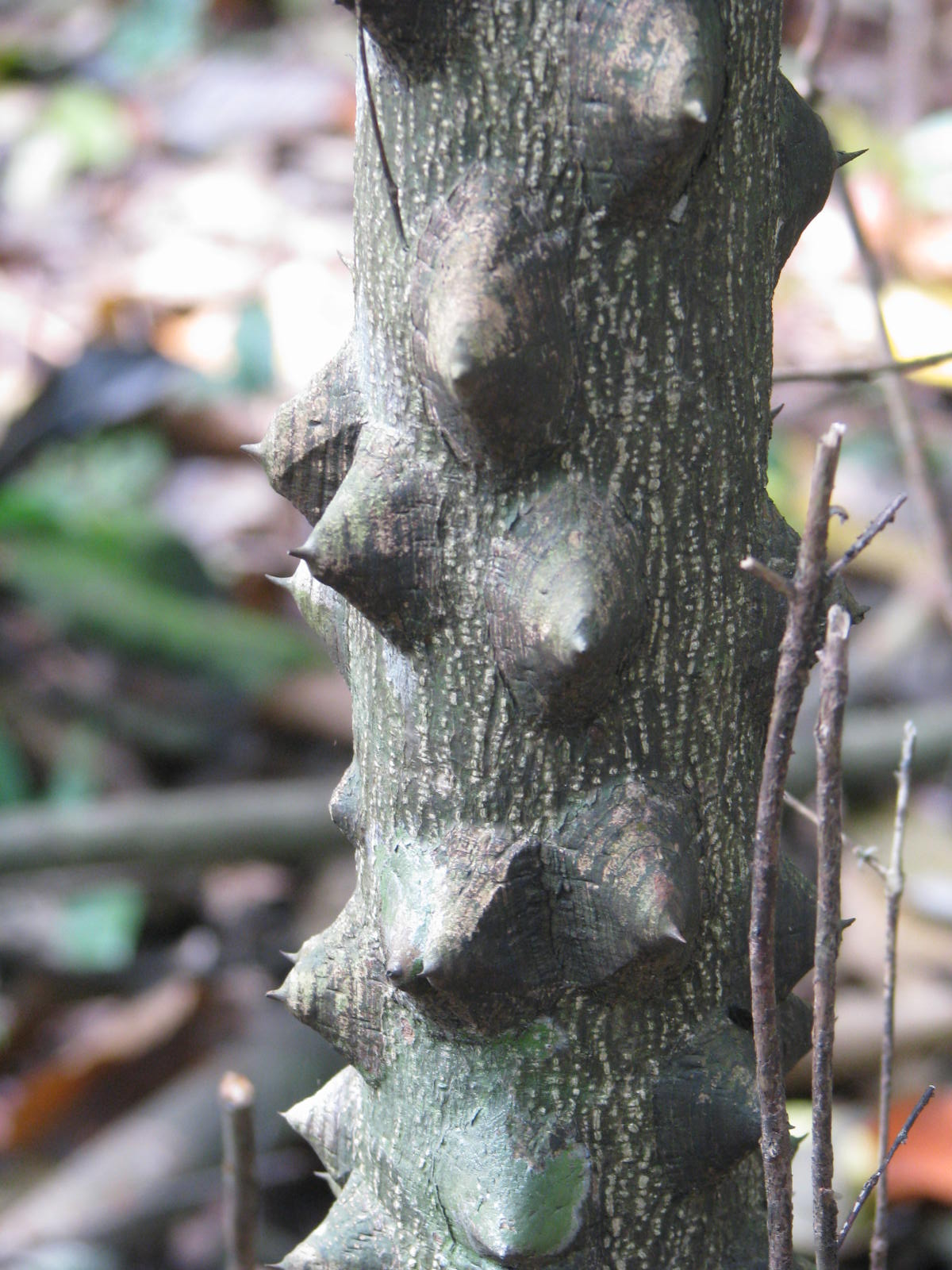
Scoarță de Z. rhetsa

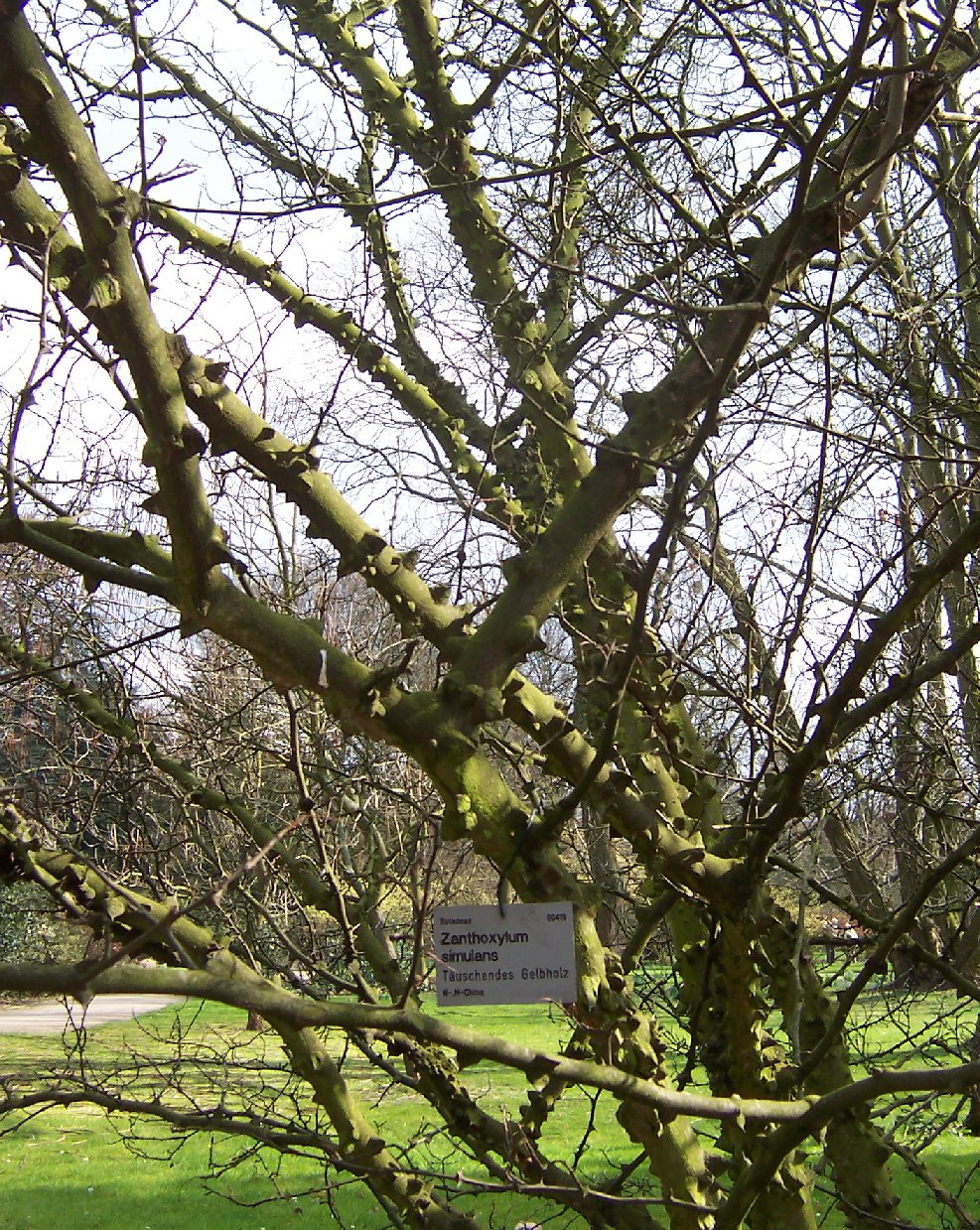
Z. simulans fără frunze

- Zanthoxylum albuquerquei D.C. (Peru)
- Zanthoxylum acanthopodium D.R.Simpson (Asia de Sud)
- Zanthoxylum ailanthoides Siebold & Zucc.[5] (China, Japonia, Coreea, Filipine, Taiwan)
- Zanthoxylum amapaense (Albuq.) P.G.Waterm.
- Zanthoxylum americanum Mill. (Canada, SUA)
- Zanthoxylum anadenium (Urb. & Ekman) J. Jiménez Alm.
- Zanthoxylum anison L.O. Williams
- Zanthoxylum anodynum Ant.Molina
- Zanthoxylum apiculatum (Sandwith) P.G.Waterm.
- Zanthoxylum arborescens Rose
- Zanthoxylum armatum DC.[5] (Bangladesh, Bhutan, China, India, Indonezia, Japonia, Coreea, Laos, Myanmar, Nepal, Pakistan, Filipine, Taiwan, Thailanda, Vietnam)
- Zanthoxylum atchoum (Aké Assi) Waterm. (Côte d'Ivoire)
- Zanthoxylum austrosinense C.C. Huang
- Zanthoxylum avicennae (Lam.) DC.
- Zanthoxylum backeri (Bakh.f.) T.G. Hartley
- Zanthoxylum bifoliolatum Leonard
- Zanthoxylum bissei Beurton
- Zanthoxylum bluettianum Rock
- Zanthoxylum bouetense (Pierre ex Letouzey) P.G.Waterm.
- Zanthoxylum brachyacanthum F.Muell. (Australia)
- Zanthoxylum brisasanum (Cuatrec.) P.G. Waterm.
- Zanthoxylum buesgenii (Engl.) P.G.Waterm.
- Zanthoxylum bungeanum Maxim. (China, Taiwan)
- Zanthoxylum buesgenii (Engl.) P.G.Waterm.
- Zanthoxylum calcicola C.C. Huang
- Zanthoxylum capense (Thunb.) Harv.
- Zanthoxylum caribaeum Lam.
- Zanthoxylum chalybeum Engl. (Belize, Guatemala, Honduras)
- Zanthoxylum chevalieri Waterm. (Ghana)
- Zanthoxylum claessensii (De Wild.) P.G.Waterm.
- Zanthoxylum clava-herculis L. (SUA)
- Zanthoxylum coco Gillies ex Hook. f. & Arn. (Argentina, Bolivia, Paraguay)
- Zanthoxylum collinsiae W. G. Craib
- Zanthoxylum comosum (Herzog) P.G. Waterm.
- Zanthoxylum compactum (Huber ex Albuq.) P.G.Waterm.
- Zanthoxylum coreanum Nakai[5] (Coreea)
- Zanthoxylum coriaceum A. Rich.D.C.
- Zanthoxylum culantrillo Kunth
- Zanthoxylum davyi Waterm.
- Zanthoxylum decaryi H. Perrier
- Zanthoxylum delagoense Waterm. (Mozambique)
- Zanthoxylum deremense (Engl.) Kokwaro (Malawi, Tanzania)
- Zanthoxylum dinklagei (Engl.) P.G.Waterm.
- Zanthoxylum dipetalum H.Mann (Hawaii)
- Zanthoxylum dissitum Hemsl.
- Zanthoxylum djalma-batistae (Albuq.) P.G. Waterm.
- Zanthoxylum dumosum A. Rich.
- Zanthoxylum echinocarpum Hemsl.
- Zanthoxylum ekmanii (Urb.) Alain (America Centrală)
- Zanthoxylum elegantissimum P. Wilson
- Zanthoxylum elephantiasis Macfad.
- Zanthoxylum engleri Waterm.
- Zanthoxylum esquirolii H. Lév.
- Zanthoxylum fagara (L.) Sarg. (Neotropice)
- Zanthoxylum falcifolia Engl.
- Zanthoxylum fauriei (Nakai) Ohwi[5] (Coreea)
- Zanthoxylum flavum Vahl (Caraibe)
- Zanthoxylum foliolosum Donn.Sm.
- Zanthoxylum formiciferum (Cuatrec.) P.G. Waterm.
- Zanthoxylum furcyensis (Urb.) J. Jiménez Alm.
- Zanthoxylum gardneri Engl.
- Zanthoxylum gilletii (De Wild.) P.G.Waterm.
- Zanthoxylum glomeratum C.C. Huang
- Zanthoxylum hamadryadicum Pirani
- Zanthoxylum harrisii P.Wilson ex Britton (Jamaica)
- Zanthoxylum hawaiiense Hillebr. (Hawaii)
- Zanthoxylum heitzii (Aubrév. & Pellegr.) P.G.Waterm.
- Zanthoxylum heterophyllum Sm. (Mauritius, Réunion)
- Zanthoxylum hillebrandii Waterm.
- Zanthoxylum holtzianum (Engl.) Waterm. (Tanzania)
- Zanthoxylum huberi P.G.Waterm.
- Zanthoxylum humile Waterm.
- Zanthoxylum insularis Rose
- Zanthoxylum integrifoliolum (Merr.) Merr. (Filipine, Taiwan)
- Zanthoxylum juniperinum Poepp. (America Centrală)
- Zanthoxylum kauaense A.Gray (Hawaii)
- Zanthoxylum khasianum Hook. f.
- Zanthoxylum kleinii (R.S. Cowan) P.G. Waterm.
- Zanthoxylum kwangsiense (Hand.-Mazz.) Chun ex C.C. Huang
- Zanthoxylum laetum Drake
- Zanthoxylum laurentii (De Wild.) P.G.Waterm.
- Zanthoxylum lemairei (De Wild.) P.G.Waterm.
- Zanthoxylum lenticellosum (Urb. & Ekman) J. Jiménez Alm.
- Zanthoxylum lenticulare Reynel
- Zanthoxylum lepidopteriphilum Reynel
- Zanthoxylum leprieurii Guill. & Perr.
- Zanthoxylum liboense C.C. Huang
- Zanthoxylum liebmannianum (Engl.) P. Wilson
- Zanthoxylum limoncello Planch. & Oerst. ex Triana & Planch.
- Zanthoxylum limonella Alston [6]
- Zanthoxylum lindense (Engl.) Kokwaro (Tanzania)
- Zanthoxylum lomincola (Urb.) A. H. Liogier
- Zanthoxylum macranthum (Hand.-Mazz.) C.C. Huang
- Zanthoxylum madagascariense Baker
- Zanthoxylum mananarense H. Perrier
- Zanthoxylum mantaro (J.F. Macbr.) J.F. Macbr.
- Zanthoxylum martinicense (Lam.) DC.
- Zanthoxylum maviense H. Mann
- Zanthoxylum mayanum Standl.
- Zanthoxylum megistophyllum (Burtt) T.G. Hartley
- Zanthoxylum melanostictum Schltdl. & Cham.
- Zanthoxylum mezoneurispinosum (Aké Assi) W.D.Hawth.
- Zanthoxylum micranthum Hemsl.
- Zanthoxylum microcarpum Griseb.
- Zanthoxylum mildbraedii (Engl.) P.G.Waterm.
- Zanthoxylum molle Rehder
- Zanthoxylum mollissimum (Engl.) P.Wilson (America Centrală)
- Zanthoxylum monophyllum (Lam.) P.Wilson
- Zanthoxylum motuoense C.C. Huang
- Zanthoxylum multijugum Franch.
- Zanthoxylum myriacanthum Wall. ex Hook. f.
- Zanthoxylum nadeaudii Drake (Polinezia Franceză)
- Zanthoxylum nannophyllum (Urb.) A. H. Liogier
- Zanthoxylum nebuletorum (Herzog) P.G. Waterm.
- Zanthoxylum nemorale Mart.
- Zanthoxylum nigrum Mart.
- Zanthoxylum nitidum (Roxb.) DC. (China, Japonia, Taiwan)
- Zanthoxylum oahuense Hillebr. (Oahu în Hawaii)
- Zanthoxylum ovalifolium Tutcher
- Zanthoxylum ovatifoliolatum (Engl.) Finkelstein
- Zanthoxylum oxyphyllum Edgew.
- Zanthoxylum panamense P.Wilson (Belize, Costa Rica, Guatemala, Honduras, Nicaragua, Panama)
- Zanthoxylum paniculatum Balf.f. (Rodrigues în Mauritius)[7]
- Zanthoxylum paracanthum Kokwaro
- Zanthoxylum parvum Shinners
- Zanthoxylum paulae (Albuq.) P.G. Waterm.
- Zanthoxylum pentandrum (Aubl.) R.A.Howard
- Zanthoxylum petiolare A.St.-Hil. & Tul.
- Zanthoxylum phyllopterum (Griseb.) Wright
- Zanthoxylum piasezkii Maxim.
- Zanthoxylum pilosiusculum (Engl.) P.G.Waterm.
- Zanthoxylum pilosulum Rehder & E.H. Wilson
- Zanthoxylum pimpinelloides (Lam.) DC.
- Zanthoxylum pinnatum Druce
- Zanthoxylum piperitum (L.) DC.[5] (China, Japonia, Coreea)
- Zanthoxylum poggei (Engl.) P.G.Waterm.
- Zanthoxylum psammophilum (Aké Assi) Waterm. (Coasta de Fildeș)
- Zanthoxylum pteracanthum Rehder & E.H. Wilson
- Zanthoxylum pucro D.M Porter
- Zanthoxylum punctatum Vahl
- Zanthoxylum quassiifolium (Donn. Sm.) Standl. & Steyerm.
- Zanthoxylum quinduense Tul.
- Zanthoxylum retusum (Albuq.) P.G. Waterm.
- Zanthoxylum rhetsa (Roxb.) DC. [8] (Bangladesh, India, Indonezia, Malaysia, Myanmar, Papua Noua Guinee, Filipine, Sri Lanka, Thailanda, Vietnam)
- Zanthoxylum rhodoxylum (Urb.) P. Wilson
- Zanthoxylum rhoifolium Lam. (Argentina, Bolivia, Brazilia, Guyana Franceză, Guyana, Paraguay, Peru, Surinam, Uruguay, Venezuela)
- Zanthoxylum rhombifoliolatum C.C. Huang
- Zanthoxylum riedelianum Engl.
- Zanthoxylum rigidum Humb. & Bonpl. ex Willd.
- Zanthoxylum robiginosum (Reeder & S.Y. Cheo) C.C. Huang
- Zanthoxylum rubescens Planch. ex Hook.
- Zanthoxylum scandens Blume
- Zanthoxylum schinifolium Siebold & Zucc.[5][9][10] (China, Japonia, Coreea, Taiwan)
- Zanthoxylum schreberi (J.F.Gmel.) Reynel ex C.Nelson
- Zanthoxylum semiarticulatum H. St. John & Hosaka
- Zanthoxylum setulosum P.Wilson
- Zanthoxylum sicyoides L.
- Zanthoxylum skottsbergii H. St. John
- Zanthoxylum spinosum (L.) Sw.
- Zanthoxylum sprucei Engl.
- Zanthoxylum stelligerum Turcz.
- Zanthoxylum stenophyllum Hemsl.
- Zanthoxylum stipitatum C.C. Huang
- Zanthoxylum subspicatum H. Perrier
- Zanthoxylum syncarpum Tul.
- Zanthoxylum taediosum A. Rich.
- Zanthoxylum thomasianum (Krug & Urb.) P.Wilson (Puerto Rico, Insulele Virgine Britanice, Insulele Virgine Americane)[11][12][13]
- Zanthoxylum tragodes DC.
- Zanthoxylum zanthoxyloides (Lam.) Zepern. & Timler (Benin, Gambia, Ghana, Guineea, Guineea-Bissau, Coasta de Fildeș, Mali, Nigeria, Senegal, Togo)

### Anterior clasificate aici
- Eleutherococcus trifoliatus (L.) S. Y. Hu (ca Z. trifoliatum L.)
- Melicope lunu-ankenda (Gaertn.) T. G. Hartley (ca Z. roxburghianum Cham.)
- Melicope pteleifolia (Champ. ex Benth.) T. G. Hartley (ca Z. pteleifolium Campion. ex Benth.)[14]

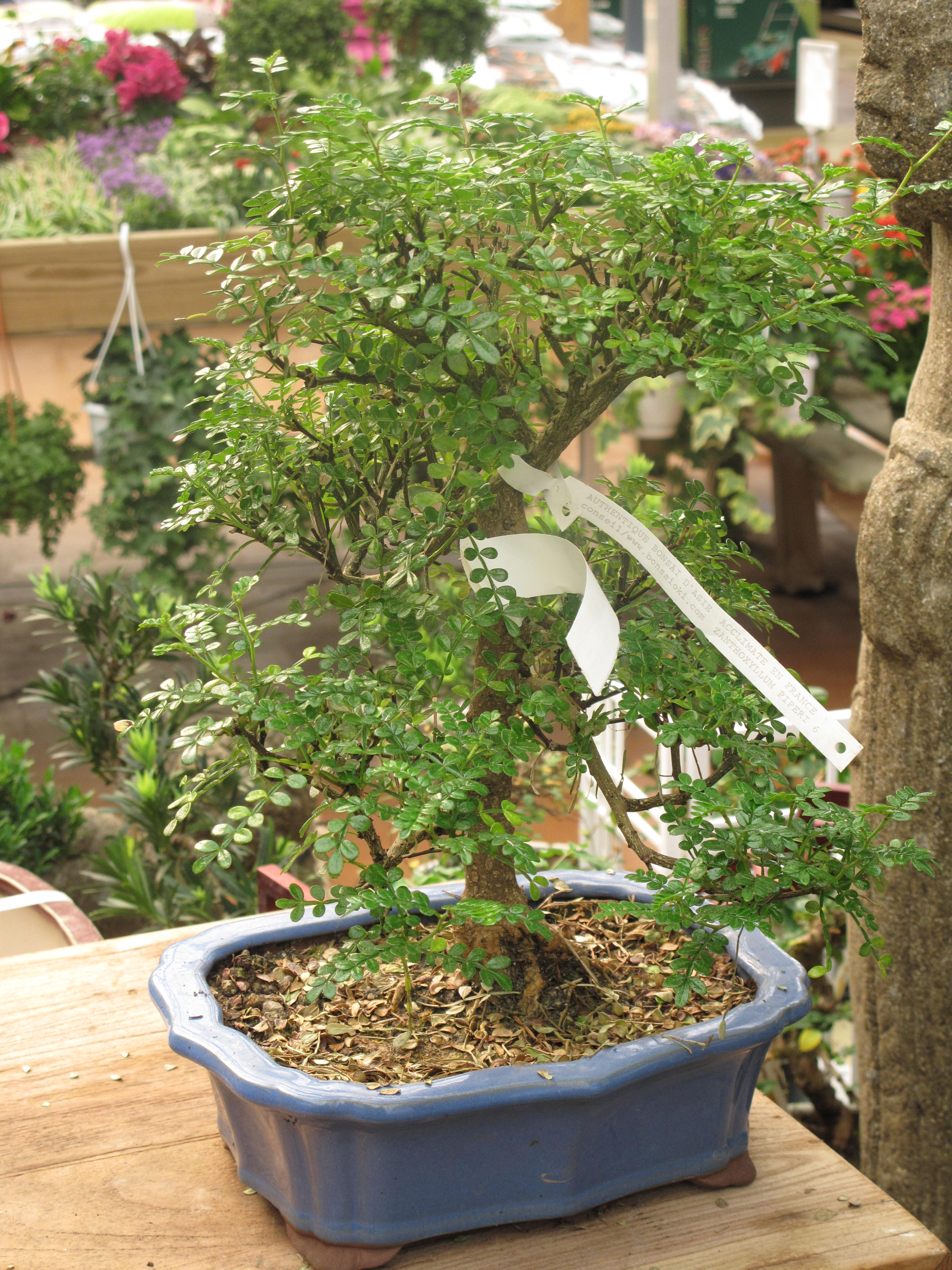
Z. piperitum ca bonsai

## Utilizări
Multe specii Zanthoxylum pot fi folosiți drept bonsai, iar în zonele cu climă temperată ele pot fi cultivate bine în interior. Zanthoxylum beecheyanum și Zanthoxylum piperitum sunt două specii frecvent cultivate ca bonsai.

### Uz culinar
Dintr-un număr de specii din acest gen sunt preparate condimente, în special Zanthoxylum piperitum, Z. simulans, Z. bungeanum, Z. schinifolium Z. nitidum, Z. rhetsa, Z. alatum, și Z. acanthopodium. Piperul de Sichuan este cel mai adesea realizat prin măcinarea cojii care înconjoară fructele Z. piperitum. În statele Maharashtra, Karnataka și Goa, în Vestul Indiei, boabele de Z. rhetsa sunt uscate la soare și se adaugă la alimente precum legume și pește. Pentru că arborii rodesc în timpul musonului, fructele sunt asociate cu festivalul Krishna Janmashtami care are loc în aceeași perioadă.

## Chimie
Plantele din genul Zanthoxylum conțin lignanul sesamină.
Specii identificate în Nigeria conțin mai multe tipuri de alcaloizi, inclusiv benzofenantridine (nitidină, dihidronitidină, oxinitidină, fagaronină, dihidroavicină, cheleritrină, dihidrocheleritrină, metoxicheleritrină, norcheleritrine, oxicheleritrină, decarină și fagaridină), furoquinoline (dictamină, 8-metoxidictamină, skimmianină, 3-dimetilalil-4-metoxi-2-chinolonă), carbazoli (3-metoxicarbazol, glicozolină), aporfine (berberină, tembetarină, magnoflorină, M-metil-coridine), cantinone (6-cantinonă), acridone (1-hidroxi-3-metoxi-10-metilacridon-9-onă, 1-hidroxi-10-methilacridon-9-onă, zantozolină) și amide aromatice și alifatice. Hidroxi-alfa sanshool este o componentă bioactivă a plantelor din genul Zanthoxylum, inclusiv piperul de Sichuan.

## Ecologie
Specii de Zanthoxylum sunt folosite ca plante alimentare de larvele unor specii de lepidoptere, printre care Ectropis crepuscularia.